# Île Léprédour
L’île Léprédour est un îlot de Nouvelle-Calédonie appartenant administrativement à Boulouparis.
Elle est située dans la baie de Saint-Vincent, face à la presqu'île de Bouraké. 

## Descriptif
Plus ancienne réserve terrestre de Nouvelle-Calédonie, sa mangrove compacte s'étend sur 180 ha. Son écosystème est d'intérêt patrimonial avec ses 30 ha de forêt sèche et ses espèces végétales rares et micro endémiques (Pittosporum tanianum, Eugenia lepredouri).

## Historique
Elle a été requalifiée réserve naturelle par le code de l’environnement de la province Sud en 2009 pour y permettre le maintien, la conservation, la réhabilitation d’espèces menacées, endémiques ou emblématiques de la Nouvelle-Calédonie.